# Pimelea prostrata
Pimelea prostrata är en tibastväxtart. Pimelea prostrata ingår i släktet Pimelea och familjen tibastväxter.

## Underarter
Arten delas in i följande underarter:
- P. p. prostrata
- P. p. seismica
- P. p. thermalis
- P. p. ventosa
- P. p. vulcanica
- P. p. alpina
- P. p. erecta
- P. p. quadrifaria

## Bildgalleri

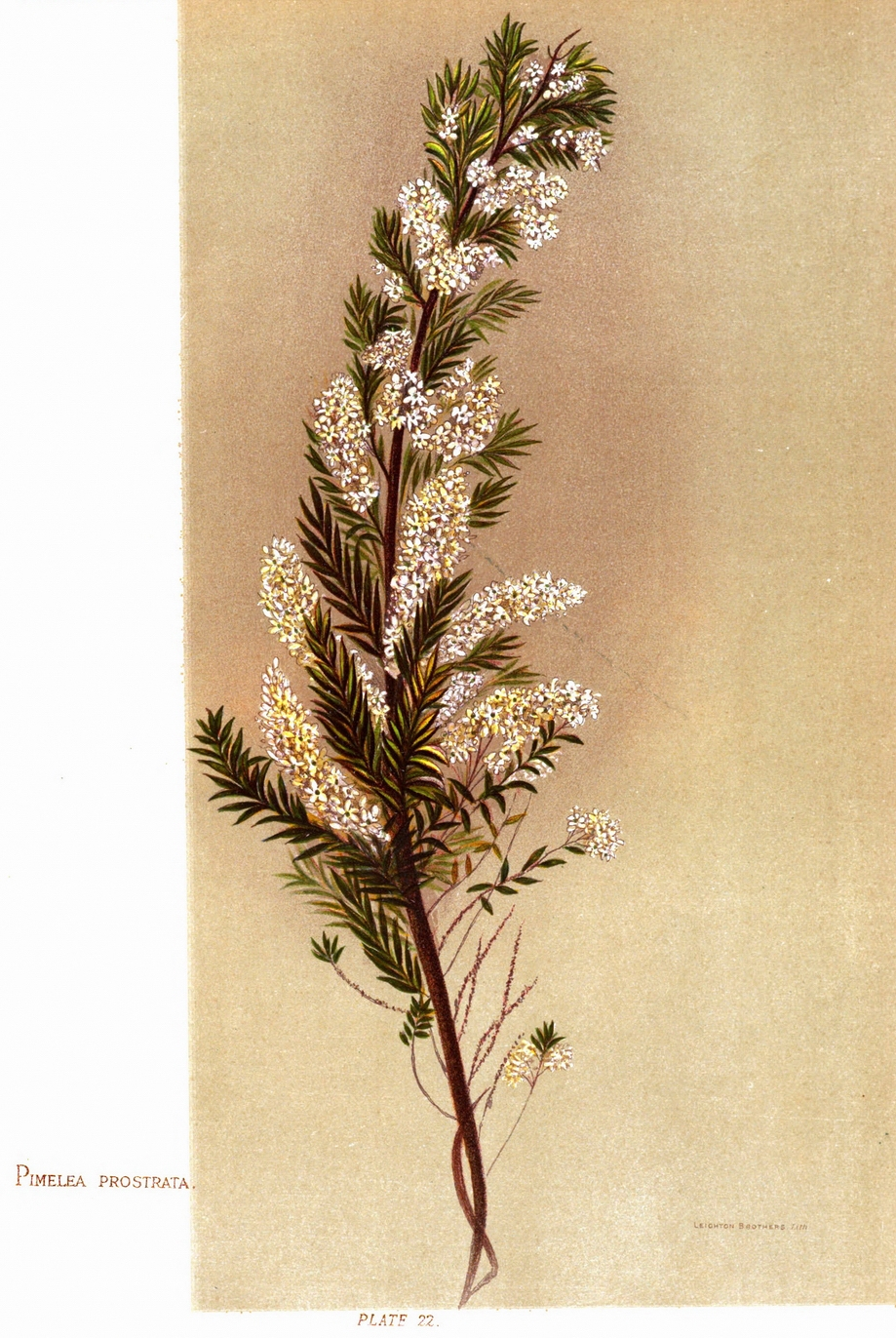
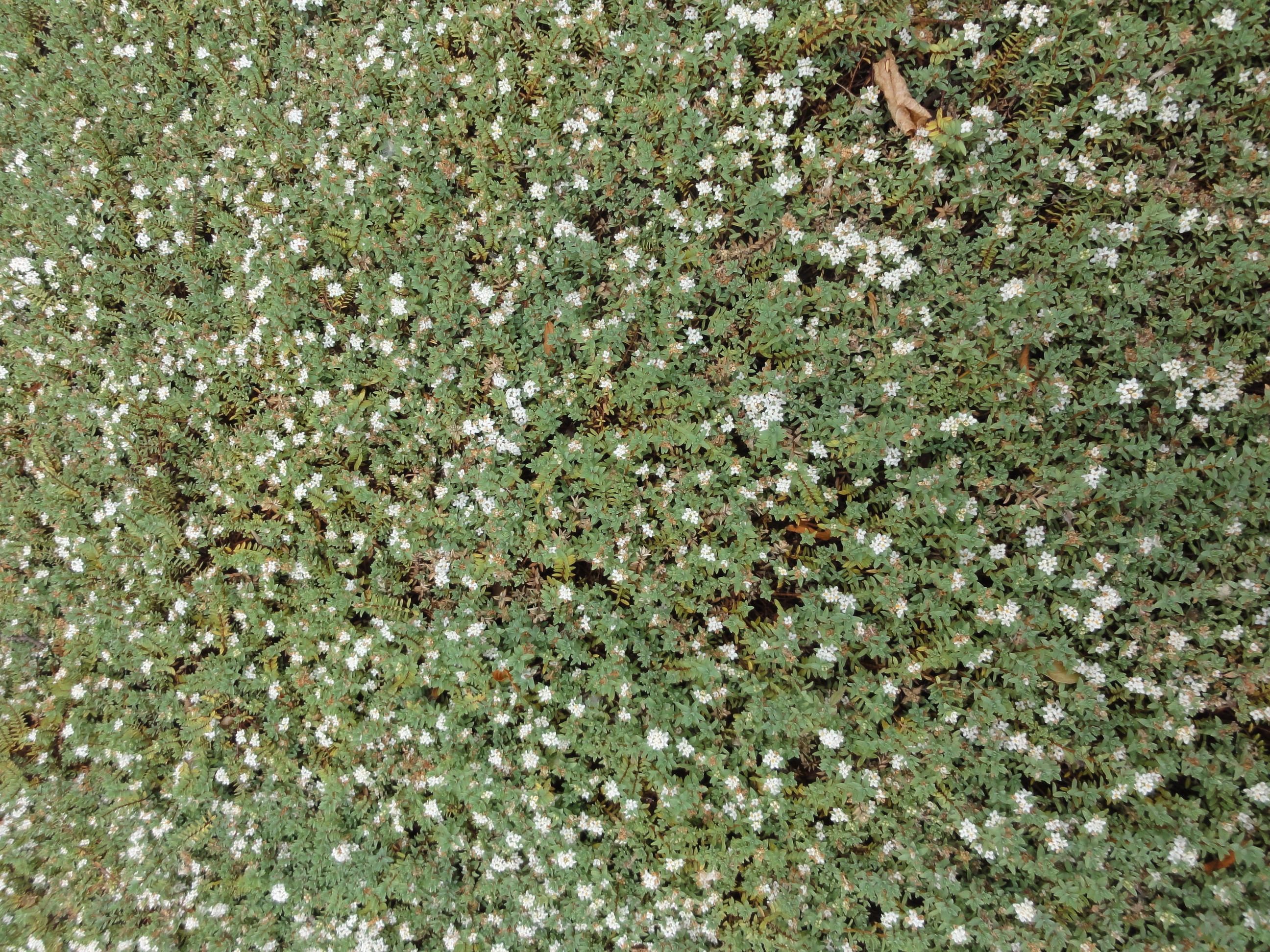
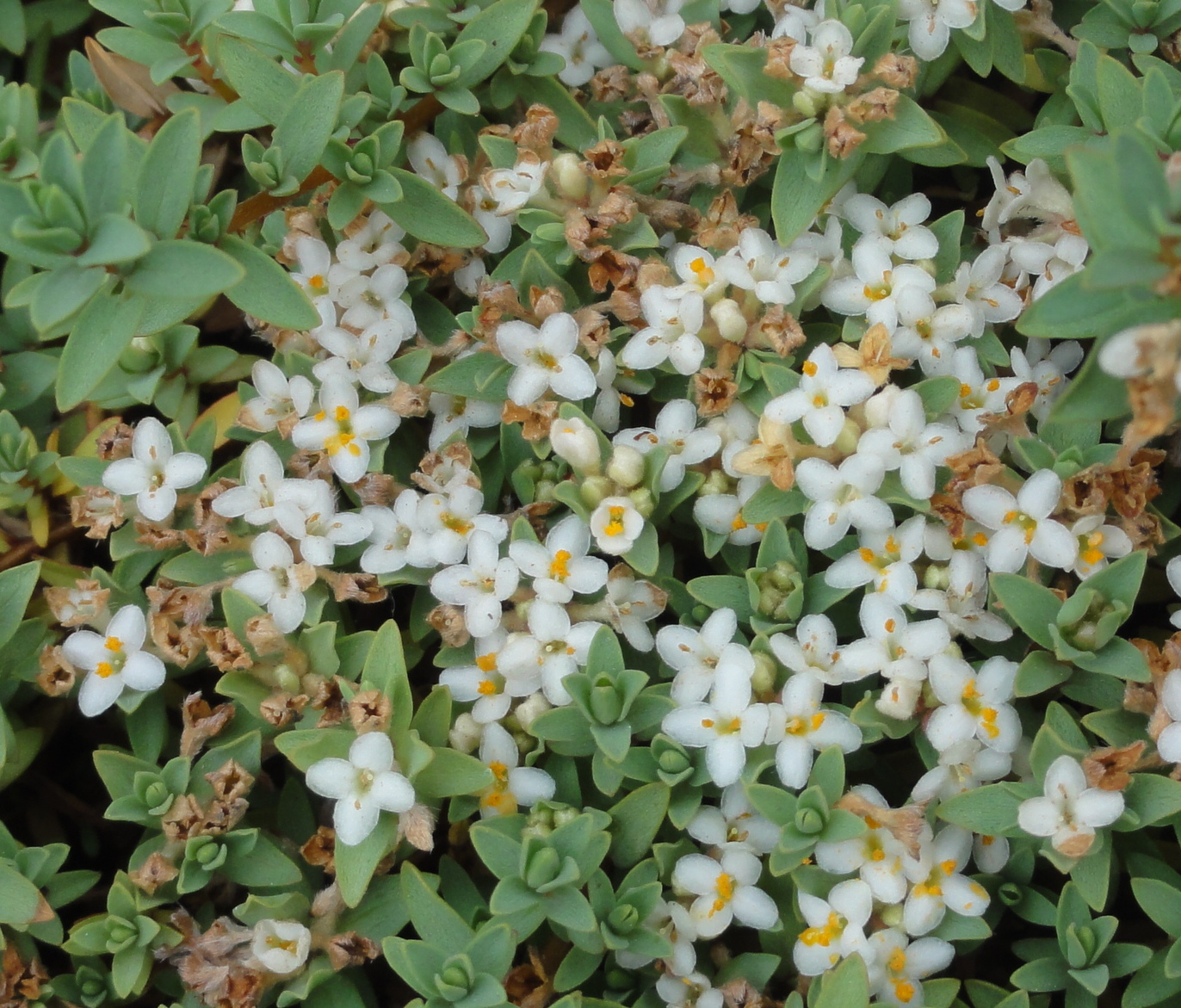